# Синюхино-Брідська сільська рада
Синю́хино-Брі́дська сільська́ ра́да — орган місцевого самоврядування в Первомайському районі Миколаївської області. Адміністративний центр — село Синюхин Брід.

## Загальні відомості
- Населення ради: 1 708 осіб (станом на 2001 рік)

## Населені пункти
Сільській раді підпорядковані населені пункти:
- с. Синюхин Брід

## Склад ради
Рада складається з 18 депутатів та голови.
- Голова ради: Зубко Олександр Олександрович
- Секретар ради: Іщенко Ірина Сергіївна

### Керівний склад попередніх скликань
| Прізвище, ім'я, по батькові   | Основні відомості                                                         | Дата обрання | Дата звільнення |
| ----------------------------- | ------------------------------------------------------------------------- | ------------ | --------------- |
| Зубко Олександр Олександрович | Сільський голова, 1967 року народження, освіта вища, член Народної партії | 26.03.2006   | 31.10.2010      |
| Зубко Олександр Олександрович | Сільський голова, 1967 року народження, освіта вища, член Народної партії | 31.10.2010   |                 |

Примітка: таблиця складена за даними сайту Верховної Ради України

### Депутати
За результатами місцевих виборів 2010 року депутатами ради стали:

#### За суб'єктами висування
| Суб'єкт висування | Кількість обраних депутатів | %    |
| ----------------- | --------------------------- | ---- |
| Самовисування     | 14                          | 77,8 |
| Партія регіонів   | 4                           | 22,2 |

#### За округами
| № округу        | Прізвище, ім'я, по батькові     | Дата визнання обраним | Освіта             | Партійна приналежність | Відомості про обраного депутата                    |
| --------------- | ------------------------------- | --------------------- | ------------------ | ---------------------- | -------------------------------------------------- |
| Партія регіонів |                                 |                       |                    |                        |                                                    |
| 8               | Дегтяренко Микола Костянтинович | 04.11.2010            | середня            | член Партії регіонів   | пенсіонер                                          |
| 9               | Гуменюк Віталій Ульянович       | 04.11.2010            | середня            | член Партії регіонів   | підприємець                                        |
| 12              | Кривошея Тетяна Анатоліївна     | 04.11.2010            | середня спеціальна | член Партії регіонів   | ПСП ім. Шевченка, інженер                          |
| 17              | Колеснікова Віра Олександрівна  | 04.11.2010            | середня спеціальна | член Партії регіонів   | РайПО, продавець                                   |
| Самовисування   |                                 |                       |                    |                        |                                                    |
| 1               | Умрюхіна Валентина Віталіївна   | 04.11.2010            | середня спеціальна | позапартійна           | тимчасово не працює                                |
| 2               | Турова Раїса Анатоліївна        | 04.11.2010            | вища               | позапартійна           | Синюхино-Брідська загальноосвітня школа, вчитель   |
| 3               | Бранченко Людмила Миколаївна    | 04.11.2010            | середня спеціальна | позапартійна           | тимчасово не працює                                |
| 4               | Верига Наталія Георгіївна       | 04.11.2010            | середня спеціальна | член Народної партії   | Синюхино-Брідська сільська рада, секретар          |
| 5               | Гордієнко Світлана Миколаївна   | 04.11.2010            | середня спеціальна | член Народної партії   | Сільський клуб, художній керівник                  |
| 6               | Нікіфорова Марія Василівна      | 04.11.2010            | середня            | позапартійна           | тимчасово не працює                                |
| 7               | Петровська Ольга Миколаївна     | 04.11.2010            | середня            | член Народної партії   | тимчасово не працює                                |
| 10              | Сивик Тетяна Василівна          | 04.11.2010            | середня спеціальна | позапартійна           | Синюхино-Брідська загальноосвітня школа, медсестра |
| 11              | Згама Олександр Валентинович    | 04.11.2010            | вища               | позапартійний          | тимчасово не працює                                |
| 13              | Лазарев Олександр Миколайович   | 04.11.2010            | вища               | позапартійний          | ПСП ім. Шевченка, економіст                        |
| 14              | Крейтор Олена Іванівна          | 04.11.2010            | середня            | позапартійна           | Синюхино-Брідська амбулаторія, медсестра           |
| 15              | Колесник Петро Григорович       | 04.11.2010            | середня спеціальна | позапартійний          | підприємець                                        |
| 16              | Харитонюк Світлана Михайлівна   | 04.11.2010            | середня спеціальна | позапартійна           | ПСП ім. Шевченка, ваговщик                         |
| 18              | Топалов Роза Василівна          | 04.11.2010            | середня спеціальна | позапартійна           | тимчасово не працює                                |